# Vrbová nad Váhom
Vrbová nad Váhom (em húngaro: Vágfüzes) é um município da Eslováquia, situado no distrito de Komárno, na região de Nitra. Tem 21,7 km² de área e sua população em 2018 foi estimada em 534 habitantes.

## Demografia
| Ano:        | 1994 | 2004   | 2014   | 2024   |
| ----------- | ---- | ------ | ------ | ------ |
| Broj ljudi: | 568  | 557    | 538    | 537    |
| Razlika:    |      | -1,93% | -3,41% | -0,18% |

| Ano:               | 2023 | 2024   |
| ------------------ | ---- | ------ |
| Número de pessoas: | 539  | 537    |
| Diferença:         |      | -0,37% |